# Райнер Гессенский
Райнер Кристоф Фридрих Гессенский (Rainer Christoph Friedrich Prinz von Hessen; род. 18 ноября 1939, Кронберг, Гессен-Нассау) — немецкий историк, режиссёр и публицист.

## Происхождение
Райнер Гессенский родился 18 ноября 1939 года. Он был младшим сыном Кристофа Гессенского (1901—1943), и Софии Греческой (1914—2001). Райнер является представителем Гессенского дома. Он является внуком Фридриха Карла Гессенского, которого в 1918 году ненадолго избрали королём Финляндии. Он также является племянником принца Филиппа, герцога Эдинбургского, следовательно, двоюродным братом Карла III.

## Биография
В 1943 году, когда Райнеру было четыре года, его отец погиб в авиакатастрофе. С 1960 года он обучался на ассистента режиссёра у Густава Рудольфа Зельнера в Дармштадтском государственном театре, а затем Августа Эвердинга в Мюнхенском камерном театре. С 1962 года он работал режиссёром в Ульмском театре, а с 1966 года — в Кассельском государственном театре. Там он, поставил спектакль «Лисистрату» Аристофана в сотрудничестве с Ники де Сен-Фалль. Также он участвовал в постановках таких спектаклей, как «Грезы о птице», «План-де-ла-Тур» и «Департамент Вар».
После завершения карьеры режиссёра, он занялся историей. Как историк, он внёс вклад в историю своей семьи, особенно благодаря публикации исторических источников, участвует в публичных мероприятиях. Он также участвовал в работе Джонатана Петропулоса «Ройс и Рейх», в которой также анализируется участие Гессенского дома в Третьем Рейхе. Райнер является членом Исторической комиссии по Гессену с 1993 года.
В 2021 году, он получил предсмертное письмо от принца Филиппа. В этом письме, он вспоминал о совместно проведённом времени.
Райнер Гессенский является членом правления Фонда Гессенского дома. Он долгое время жил в пригороде Парижа, но в настоящее время в замке Вольфсгартен, около Дармштадта.
Не женат. Детей нет.

## Публикации
Названия данных публикаций переведены на русский язык:
- Принц Вольфганг Гессенский: Заметки. (1986)
- Мы, Вильгельм милостью Божьей. Мемуары курфюрста Вильгельма I Гессенского. (1996)
- Наследный принц Вильгельм Гессен-Кассельский и военное ремесло в графстве Ханау. Княжеский двор и Республика учёных. Гессенские жизни XVIII века, Краткие заметки о регионоведении Гессена. (1996)
- Ландграф Карл Гессенский (1744—1836). (1997) (Соавтор)
- Victoria Kaiserin Friedrich — Миссия и судьба английской принцессы в Германии. 1-е издание (2002); 2-е издание (2007)
- Гессе. История европейской семьи. (2016) ISBN 978-3-7319-0342-0 .